# 瓦烏布日赫省
瓦烏布日赫省（województwo wałbrzyskie）是波蘭歷史上的一個省，始於1975年。1999年1月1日被併入下西里西亞省。
1998年面積4,168平方公里。人口733,000人。首府瓦烏布日赫。